# OSTO-Systemmodell
Das OSTO-Systemmodell basiert auf der OSTO-Systemtheorie, die komplexe Systeme und Organisationen als lebende Systeme versteht, und diese in Form des OSTO-Systemmodells als orientierende Landkarte abbildet. Es handelt sich um ein kybernetisches Modell, das aus Elementen der Theorie von Regelkreisen abgeleitet ist. Die grundlegenden Ansätze hierzu wurden von David P. Hanna in den 1980er Jahren entwickelt und 1988 erstmals veröffentlicht. Das Modell nimmt an, dass sich im Innenleben einer komplexen Organisation mehrere zentrale Transformationsprozesse abspielen, die durch Wechselwirkungsprozesse zwischen Innenleben und Außenleben (Umwelt) bestimmt werden. Im Sinne eines Regelkreises zeigt das OSTO-Systemmodell die wesentlichen Elemente eines solchen lebenden Systems in ihren Vernetzungen, Abhängigkeiten und Wechselwirkungen zueinander. Maßgeblich dabei ist das Denken in Netzwerkstrukturen.
Das Akronym „OSTO“ steht dabei für offene, soziotechnische und oekonomische Aspekte eines Systems. In Bezug auf Organisationen und wirtschaftlich arbeitende Unternehmen berücksichtigt das Modell sowohl die Offenheit des Systems gegenüber einer Umwelt als auch die Tatsache, dass es sich dabei um „vieldimensionale, sozio-techno-ökonomische Gebilde“ handelt. Unter Berücksichtigung dieser vier Aspekte bildet das Modell die Komplexität eines Systems in seinen Dimensionen ab.

## Anwendungsgebiete
In der Praxis ist das OSTO-Systemmodell als konkrete Modellierung des OSTO-Denkansatzes ein Management-Instrument und Denkwerkzeug.
Der Blick durch die sogenannte „OSTO-Brille“ soll dabei helfen, den Umgang mit einer stetig wachsenden Dynamik und Komplexität von Systemen zu ermöglichen, um durch die Schaffung von Distanz neue Handlungsstrategien ableiten zu können.
Anwendung findet die Methode daher im Rahmen der Organisationsentwicklung im Veränderungsmanagement (engl.: Change Management). Unternehmen nutzen sie im Bereich der Diagnose, des Designs und Redesigns von Organisationen sowie auch im Projektmanagement.
Damit einhergehend existieren Konzepte zur Personalentwicklung im Rahmen der systemischen Qualifikation von Führungskräften („SYMA“ Seminar). Gelehrt wird der Ansatz bisher an der Universität Klagenfurt und an der RWTH Aachen, dort insbesondere am Institut für Unternehmenskybernetik (IfU).

### O für Offenes System
Organisationen werden im OSTO-Systemansatz als offene Systeme betrachtet. Das Attribut „offen“ bezieht sich dabei sowohl auf die räumlich-sachliche Ebene als auch auf den zeitlichen Aspekt. Räumlich-sachlich werden nicht nur die gewollten, sondern auch die ungewollten Austauschprozesse zur Umwelt in den Blick genommen. In zeitlicher Hinsicht wird ein System in Bezug auf die eigene Zukunft als offen betrachtet. Geschlossene Systeme kommen praktisch kaum vor, daher müssen die bidirektionalen Wechselwirkungen zwischen dem System und seiner Umwelt genau beobachtet werden. Die inneren Zusammenhänge und äußeren Abhängigkeiten des Gesamtsystems müssen unbedingt verstanden werden, um so eine langfristig orientierte und folgenbewusste Handlungsstrategie zu entwickeln.

### S für Soziales Teilsystem
Das soziale Teilsystem umfasst die klassischen Bereiche Aufbau- und Ablauforganisation, die Informations- und Entscheidungswege, die Verteilung von Funktionen und Aufgaben sowie das Belohnungs- und Kontrollsystem. Betrachtet werden unter diesem Aspekt aber auch die Motivation im Unternehmen und die Beziehungen der Mitarbeiter untereinander, das Arbeitsklima, sowie die gesamte Unternehmenskultur. Entscheidend für das Verständnis dieses Teilbereichs und seines Einflusses auf das gesamte System ist der Umstand, dass bei allen Vorgängen und Prozessen, an denen Menschen beteiligt sind, der Faktor „Vertrauen“ eine überragende Rolle spielt.

### T für Technisches Teilsystem
Das technische Teilsystem beinhaltet vor allem die materiellen Aspekte von Unternehmen, wie z. B. Maschinen, Geräte, Innen- und Außenarchitektur, sowie Hilfsmittel und Verfahren. Es umfasst darüber hinaus aber auch die Technikkonzeption bezüglich zentraler und/oder dezentraler Lösungen. Auch die Fragestellung, inwieweit technische Konzepte und Werkzeuge die Arbeitszerstückelung fördern, oder im Gegenteil ganzheitliche Arbeitsstrukturen – so sie denn gewünscht sind – ermöglichen, ist Gegenstand der Untersuchung.

### O für Oekonomisches Teilsystem
Das ökonomische Teilsystem beschreibt alle Aspekte, die direkt die Wirtschaftlichkeit der Organisation betreffen, wie Umsatzentwicklung, Produktivitätsentwicklung, Controllingverfahren, Entlohnungssysteme, Investitions- und Budgetplanung, Steuerfragen, Durchlaufzeiten, Kostenstruktur etc.

## Entstehung und Entwicklung
Die unternehmerisches Handeln betreffende Komplexität wurde von den Organisationstheoretikern erstmals in den Jahren ab ca. 1975 thematisiert. Deshalb haben verschiedene Managementschulen und Berater den Versuch unternommen, neue Formen von Organisationsmodellen zu entwickeln: Sie wollten die Innen- und Außen-Komplexität von Unternehmen und der Wirtschaft verstehen, indem sie Denkmethoden entwickelt und Modelle entworfen haben.
Bis dahin gab es Modelle, die Organisationen als tayloristische, arbeitsteilige Strukturen darstellen (Aufbau-, Ablauforganisation). Diese Modelle finden auch weiterhin Verwendung, haben jedoch den Nachteil, dass die erforderliche Flexibilität nicht dargestellt werden kann. Der systemische Ansatz stellt Organisationen als lebende Organismen dar, die sich auf jeweils neue Gegebenheiten flexibel anpassen und einstellen müssen. Neu an diesen Modellen war und ist, dass die Innen- und Außen-Komplexität einer Organisation betrachtet wird, und dass die sozialpsychologischen Phänomene in und um eine Organisation ins Blickfeld kommen.
Die drei wichtigsten Modelle dieser Entwicklung sind das Viable System Model (nach Stafford Beer, 1959), das neue St. Galler Management-Modell (nach Rüegg-Stürm, 2002) und das OSTO-Systemmodell. Alle drei Modelle strukturieren die (vieldimensionale) Komplexität großer Organisationsstrukturen in ein- oder mehrdimensionale Darstellungen.
Ein weiteres, eher unbekanntes Modell, ist das „Sensitivitätsmodell“ von Frederic Vester.
Das OSTO-Systemmodell ist begründet im „Organization Performance Model“, das von David P. Hanna in seiner Zeit als Berater für das Unternehmen Procter & Gamble seit ca. 1970 entwickelt, erprobt und schließlich 1988 veröffentlicht wurde. Nicht unerwähnt bleiben sollen auch die an der Entwicklung mit beteiligten Clark/Krone 1972, Krone 1974 und Krug 1992.
Das Modell wurde später von Heijo Rieckmann (Universität Klagenfurt) und Klaus Henning (RWTH Aachen) für die Wissenschaft sowie von Renate Henning für die systemische Organisationsberatung weiterentwickelt und systematisiert. Auch eine Vielzahl von Dissertationen in Klagenfurt und Aachen befassen sich mit Ergänzungen und Anwendungen des OSTO-Systemmodells.

## Beschreibung des Modells und seiner Varianten

### Komponenten außerhalb der Systemumwelt

#### Systemgrenze
Jede Organisation ist (mindestens) gedanklich durch Grenzen verschiedener Art von ihren Umwelten unterscheidbar. Mögliche Arten von Grenzen sind: Physikalische (z. B. ein Gebäude), zeitliche (z. B. eine Arbeitsschicht), soziale (z. B. ein Arbeitsteam) oder psychologische (z. B. ein stereotypes Vorurteil) Systemgrenzen. Um ein System möglichst exakt beschreiben und abgrenzen zu können, sind die Grenzen des Systems sorgfältig festzulegen. Heute geht man davon aus, dass die Systemgrenzen zumindest teilweise durchlässig sind.

#### Umwelt
Die Umwelten einer Organisation, d. h. alles außerhalb der Grenzen, haben einen starken Einfluss auf jede Organisation. Das Modell geht davon aus, dass Systeme ohne eine Umwelt, mit der sie interagieren, nicht existieren können. Ein von außen wenig beeinflusstes System wird als autark bezeichnet, ein stark von äußeren Einflüssen geprägtes System nennt man dependent. Bei einer Umwelt kann es sich in Bezug auf Unternehmen beispielsweise um ein Marktumfeld, Kunden, politische Rahmenbedingungen u. a. handeln.

#### Existenzgrund
Der Existenzgrund (engl.: reason for existing, purpose; franz.: raison d’être) eines Systems – auch als Zweck zu verstehen – stellt die vertragsmäßige, wechselseitige Beziehung zwischen dem System und seinen Umwelten dar. Er beschreibt, welches Bedürfnis der Umwelten durch die Kernprozesse der Organisation befriedigt werden soll. Der Existenzgrund ist niemals einseitig definierbar, wodurch er sich von einem einseitigen, „persönlichen“ Interesse unterscheidet. Auch ist er nicht als statisch zu betrachten, sondern er unterliegt zahlreichen Einflüssen von innerhalb und außerhalb des Systems, so dass ein regelmäßiger Abgleich mit der Realität erfolgen muss. Zusammen mit dem Sinngrund und den Zielen stellt der Existenzgrund die übergeordnete „Unternehmensstrategie“ dar.

#### Sinngrund
Neben dem Existenzgrund ist für die langfristige Existenz jedes lebenden Systems ein tragfähiger und in die Zukunft gerichteter Sinngrund (engl.: reason for meaning) von Vorteil. Der Sinngrund stellt die Frage nach der längerfristigen Sinnhaftigkeit des Existenzgrundes. Durch einen auch längerfristig in die Zukunft gerichteten Blick kann die interne Motivation und Identifikation einerseits und die gesellschaftliche Akzeptanz andererseits erhalten werden. Im Fokus steht hier die Sinnhaftigkeit in Bezug auf Nachhaltigkeit vor dem Hintergrund individueller, kultureller, ethischer u. a. Fragen.

#### Urgrund
Der Urgrund findet in Europa in der angewandten Praxis des Modells wenig Beachtung. Er geht tief in die „Basis- oder Metawerte, die Lebens- und Weltanschauungen, die Menschen- und Gottesbilder, die ihrerseits den Überzeugungs- und Glaubensrahmen abgeben, innerhalb dessen dann die Sinnfragen ihre konkretere Gestalt gewinnen“.
Sowohl Sinngrund als auch Urgrund haben Rieckmann und Henning in der zweiten Hälfte der achtziger Jahre in das OSTO-Systemmodell mit aufgenommen, da beide Aspekte unter dem Einfluss der Globalisierung und gesellschaftlicher Sinnkrisen eine zunehmende Bedeutung gewinnen.

### Komponenten innerhalb des Systems

#### Output
Für die Organisationsdiagnose ist es notwendig, ein angemessenes Abbild der Ausgangsergebnisse (Outputs) zu erhalten. Dabei gilt es zu beachten, dass zum „Output“ eines Systems neben den numerisch erfassbaren Ergebnissen auch die nur qualitativ erfassbaren Aspekte (z. B. Arbeitszufriedenheit, Motivation etc.) gehören. Ebenso ist es wichtig, die tatsächlich oder scheinbar unbrauchbaren Ausgangsergebnisse zu erfassen und nicht nur die „offiziellen“ bzw. „gewünschten“.

#### Outcome
Der Begriff des „Outcome“ umfasst alle finanziellen Ereignisse einer Organisation: Einkünfte aus Produktverkäufen, aus Forschung u. a. mehr. Der Begriff ist extra etwas weit gefasst, damit die jeweilige Organisation, die mit dem Modell arbeitet, sich selbst darauf festlegt, ob sie damit Preise, Umsatz, Return on Investment (ROI), oder anderes meint.

### Prozessvariante

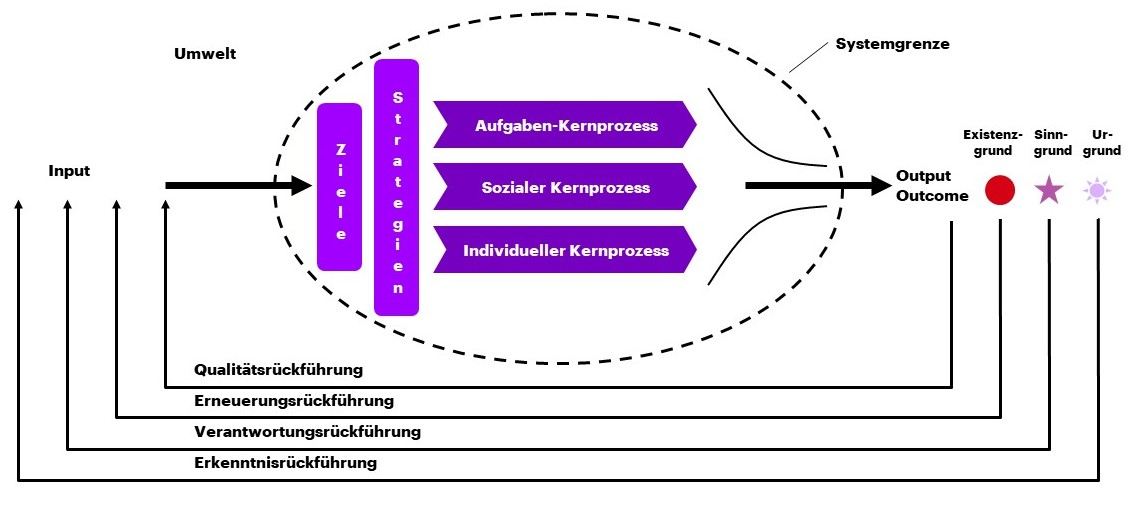
Darstellung des OSTO-Systemmodells in der Prozessvariante

Das OSTO-Systemmodell beschreibt, dass im Inneren einer Organisation die Informationen aus der Umwelt, aus dem Existenzgrund, und den Outputs/dem Outcome durch Transformationsprozesse in reale Ergebnisse umgewandelt werden. Das Modell bietet dafür zwei Erklärungsmöglichkeiten:
- Umsetzung über Kern-/Transformationsprozesse (Prozessvariante)
- Realisierung über Strategien, Gestaltungskomponenten und Verhalten (Strukturvariante).

Die Prozessvariante erklärt die Umwandlung der Informationen aus Umwelt, Existenzgrund und den Outputs/dem Outcome durch einen Transformationsprozess. Dieser setzt sich aus drei zentralen Kernprozessen zusammen. Der Begriff „Kernprozess“ soll dabei deutlich machen, dass nur solche Prozesse relevant sind, die den „Kern der Sache“ treffen, d. h. die die Existenz des Unternehmens sichern. Drei Kernprozesse werden unterschieden:

#### Aufgaben-Kernprozess (AKP)
Mit dem Aufgaben-Kernprozess werden alle Aktivitäten, Kommunikationen, Handlungen etc. beschrieben, die auf die Erstellung der Systemergebnisse (Output) ausgerichtet sind.

#### Individueller Kernprozess (IKP)
Eine wesentliche Basis für alle Prozesse in einem System stellt die Energie (Arbeitskraft, Leistung) dar, die jeder einzelne Mensch im System bereit und in der Lage ist, für die Ziele des Systems, also der Organisation, einzusetzen. Der systemische Ansatz spricht hier vom Individuellen Kernprozess.

#### Sozialer Kernprozess (SKP)
Im Sozialen Kernprozess arbeiten die Menschen einer Organisation zusammen auf die Unternehmensziele hin: Dort wird der Individuelle Kernprozess und der Aufgaben-Kernprozess so verbunden, dass sich in der Zusammenarbeit Synergieeffekte ergeben.

### Strukturvariante

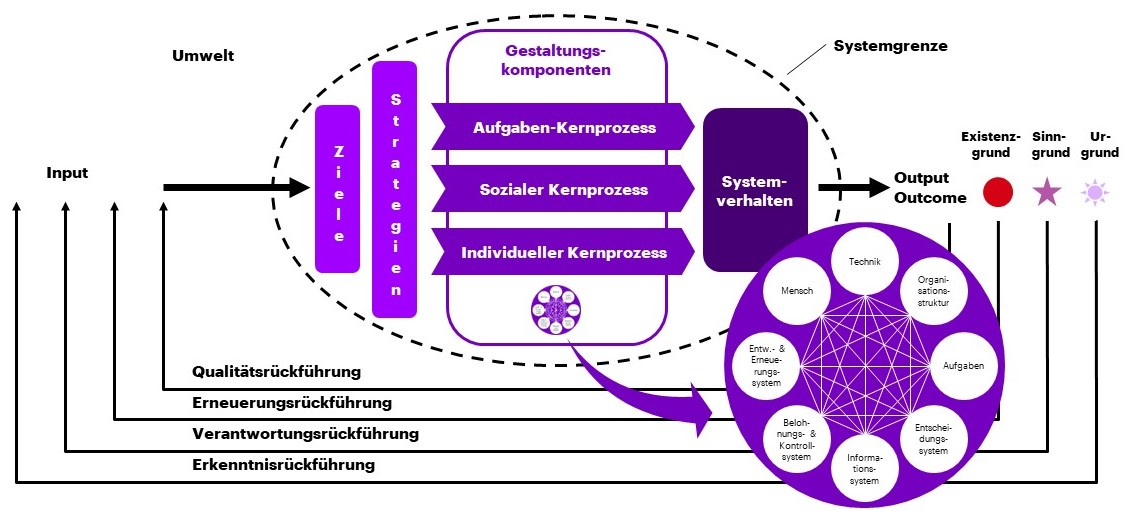
Darstellung des OSTO-Systemmodells in der Strukturvariante

Die Strukturvariante erklärt den systeminternen Umwandlungsprozess alternativ über Strategien, Gestaltungskomponenten und (System-)Verhalten. Der Transformationsprozess wird in diesem Fall durch die Gestaltungskomponenten des Unternehmens strukturiert. Sie stellen den Versuch dar, alle Abläufe und Strukturen einer Organisation zu bündeln und zu strukturieren:

#### Ziele und Strategien
Auf der OSTO Landkarte gehört die Zielsetzung des Unternehmens in die innere Gestaltung einer Organisation, d. h. in den sogenannten Transformationsprozess. Die Ziele im Sinne der Systemtheorie sind als interne Konkretisierungen und Ableitungen des Existenzgrundes zu verstehen. Sie definieren, was intern getan werden muss. Zum Erreichen der Ziele sind Strategien notwendig, die definieren, wie etwas umgesetzt werden muss, damit die Ziele erreicht werden. Die Strategien werden durch die entsprechende Anpassung der Gestaltungskomponenten realisiert.

#### (System-)Verhalten
In jedem System/jeder Organisation gibt es eine Vielzahl von sehr unterschiedlichen Verhaltensweisen (z. B. Führungsverhalten, Arbeitsverhalten etc.), die durch die Gestaltungskomponenten produziert werden. Dies bedeutet auch, dass das Systemverhalten nur über die Gestaltungskomponenten beeinflussbar ist. Da Systeme dynamische Prozesse sind, sind sie nicht gegenstands-, sondern ereignisorientiert. Das Gesamtsystem kann Eigenschaften besitzen, welche keines seiner Einzelteile besitzt (kolligative Eigenschaft) und verhält sich generell nicht wie die Summe seiner Einzelteile.
Das OSTO-Systemmodell ist derzeit das einzige Modell dieser Art, das das Verhalten einer Organisation in den Blick nimmt.

#### Gestaltungskomponenten

##### Mensch (M)
Die Gestaltungskomponente Mensch umfasst die Mitglieder des Unternehmens bzw. Organisation und deren Rollen (Begabungen, Qualifikationen etc.), Erwartungen und Bedürfnisse materieller Art. In diese Bedingungen der Zusammenarbeit ist fernerhin das Geflecht der sozio-emotionalen Beziehungen und Interaktionsbedingungen („Klima“) eingeschlossen.

##### Technik (T)
Die Gestaltungskomponente Technik umfasst die technischen Maschinen, die Betriebsmittel, die Gebäude etc. (Sachmittel) und deren Beziehungen untereinander, d. h. alle materiellen und räumlichen Gegebenheiten.

##### Organisationssystem (O)
Das Organisationssystem beschreibt die Aufbau- und Ablauforganisation, also Funktionen, Hierarchien, Unterstellungsverhältnisse sowie die Regelung der Ablaufprozesse in zeitlicher, räumlicher und sachlicher Hinsicht.

##### Aufgaben (A)
Die Gestaltungskomponente Aufgaben ergibt sich aus der offenen Eigenschaft von Unternehmen bzw. Organisationen. Sie umfasst die Beschreibung der einzelnen Aufgaben, die sich aus den Kundenbedürfnissen ergeben, sowie deren Aufteilung in Teilaufgaben in Form von konkreten Arbeitsaufträgen, Erwartungen an Funktionen, Arbeitsplätzen etc. Dadurch können Verfahren entwickelt werden, Veränderungen in Organisationen zu installieren und zu festigen.

##### Entscheidungssystem (E)
Das Entscheidungssystem beschreibt, wo, wie, durch wen, auf welcher Ebene, an welcher Stelle und mit welchen Hilfsmitteln Entscheidungen getroffen werden. Weiterhin beschreibt es, welche Mechanismen, Verfahren, Spielregeln etc. die Entscheidungsprozesse steuern.

##### Informationssystem (I)
Das Informationssystem beschreibt, wer, wann, von wem, mit welchen Hilfsmitteln welche Informationen – bzw. welche nicht – erhält und warum dies so ist.

##### Belohnungs- und Kontrollsystem (BKS)
Unter dem Belohnungs- und Kontrollsystem werden Verstärkungs- und Abschwächungssysteme sowohl materieller/immaterieller als auch formeller/informeller Art verstanden. Gemeint sind Mechanismen und Verfahren, die menschliches und technisches Verhalten, Ergebnisse und Prozesse beobachten und steuern. Hierzu gehören u. a. beispielsweise Vergütungsstruktur, Zuteilung von Budgets und Stellen, Wertschätzung, Steuerung nach KPI's oder auch die ungeschriebenen Regeln eines Unternehmens.

##### Entwicklungs- und Erneuerungssystem (EES)
Durch das Entwicklungs- und Erneuerungssystem werden die Flexibilität sowie die Leistungs- und Anpassungsfähigkeiten einer Organisation erhalten und laufend weiterentwickelt. Es kann sich dabei um eine im Unternehmen verankerte Gruppe von Mitarbeitern, die mit der inneren und äußeren Weiterentwicklung des Unternehmens beauftragt ist, handeln. Allgemein betrachtet kann dies unter den Begriff des Innovationsmanagements subsumiert werden.

### Neben-, Rück- und Fernwirkungen – „Feedbackschleifen“
Im Sinne des Modells sind Rückführungen für das Überleben eines Systems, d. h. einer Organisation in turbulenten Umwelten, von grundlegender Bedeutung. Da die Systeme als offene Systeme verstanden werden, sind sie zu ihrem Fortbestehen auf Rückkopplungskreise angewiesen. Die Rückkopplung besteht aus Feedbackschleifen, die steuernd, stabilisierend und erneuernd auf das System einwirken. Die Literatur nennt vier Arten der Rückführung:

#### Qualitätsrückführung
Qualitätsrückführungen sind Reaktionen auf die Qualität des Outputs. Üblicherweise setzen hier alle Formen von Qualitätsmanagement in ihrem Methoden an.

#### Erneuerungsrückführung
Erneuerungsrückführungen melden Reaktionen der Umwelt bezüglich des Existenzgrundes zurück. Diese Form der Rückführung dient dazu, den Bedarf der Umwelt zu ermitteln (z. B. Entwicklung neuer Märkte).

#### Verantwortungsrückführung
Verantwortungsrückführungen hinterfragen den Sinngrund des Systems. Sie beziehen sich auf die langfristigen Überlebenschancen des Systems und seiner Umwelten (Erde-Menschheit-Zukunfts-Problematik). Insofern steht bei dieser Rückführung die Nachhaltigkeit im Vordergrund.

#### Erkenntnisrückführung
Erkenntnisrückführungen geben Informationen über grundlegende „Wahrheiten“ – über Menschen, menschliches Zusammenleben und transzendente Werte – und absolute („wahre“) Werte. Dabei wird auch darüber nachgedacht, welche Auswirkungen und Konsequenzen auf das System und die Mitglieder im System sich (z. B. durch religiöse Ausrichtungen) ergeben.

## Abgrenzung zu anderen Managementkonzepten
Das OSTO-Systemmodell ist, ebenso wie beispielsweise das St. Galler Management-Modell, oder auch das Viable System Model, in die wirtschaftswissenschaftliche bzw. soziologische Systemtheorie eingeordnet. Im Unterschied zu diesen stärker produktionsorientierten Modellen ist das OSTO-Systemmodell prozessorientiert und unterstellt ein offenes System, das durch permanente Rückmeldungen gesteuert wird. Anders als andere Modelle betrachtet es Systeme hierarchieunabhängig und ist nicht kennzahlenbasiert.
Als einziges Modell seiner Art nimmt es auch das (System-)Verhalten einer Organisation in den Blick. Ebenso werden bewusste und unbewusste Ziele und Strategien sichtbar gemacht sowie gewollte und ungewollte Outputs aufgedeckt und berücksichtigt.

## Kritische Würdigung
Das Modell nimmt an, dass sich im Innenleben einer komplexen Organisation genau die im Modell markierten, zentralen Transformationsprozesse abspielen. Dabei sind in der Theorie die Konzepte zu System und zu Organisation keinesfalls eindeutig geklärt. Auf Seiten der Systemtheorie besteht auch kaum ein Anschluss zur modernen Theorie sozialer Systeme mit ihrem Kernkonzepten des beobachteten Beobachters und der Autopoiesis. Auf Seiten der Organisationstheorie beschrieb Karl E. Weick das Problem früh, dass man beim Stichwort Organisation nie sicher sein kann, inwiefern ein spezielles Verhalten eines Beteiligten an einem bestimmten Ort stattfindet oder sich auf einen bestimmten Ort bezieht. Ebenso ist ein keinesfalls eindeutig, inwiefern ein Verhalten durch eine Organisation kontrolliert wird, oder zur Ausgestaltung einer Organisation beiträgt, beides zugleich oder Nichts davon.
Auch wies Gareth Morgan darauf hin, dass Organisationen aus verschiedensten Blickwinkeln beobachtbar sind. Je nach Beobachtung ergeben sich deutlich unterschiedliche Implikationen für den Aufbau, die Veränderung, und die Steuerungs- und Führungskonzepte.